# 니나촌
니나촌(新和村)은 아오모리현 나카쓰가루군에 설치되었던 촌이다.

## 연혁
- 1889년 4월 1일 - 정촌제 시행에 의해 나카쓰가루군 다네시촌, 아오여자촌, 오토모촌, 산와촌, 사사다테촌을 합병해 신와촌이 발족하였다.
- 1955년 3월 1일 - 시정촌 합병에 의해 히로사키 시에 편입되어 소멸하였고. 현은 이 촌을 이와키 강을 사이에 두고 인접한 기타쓰가루 군 이타야나기 정과 합병시켜 '이타야나기 시'를 창설할 계획이었지만 같은 나카쓰가루 군에 속하는 스소노 촌이 히로사키 시로의 편입 합병을 강력히 희망하고, 이타야나기 정도 이에 동조하였다.